# Lykke Sand Michelsen
Lykke Sand Michelsen (født 4. marts 1982) er en dansk skuespiller.
Hun debuterede i tv-serien Strisser på Samsø.

## Privat
Privat danner Lykke Sand Michelsen par med Århus rapperen Uso.[kilde mangler]

## Filmografi
- Midsommer (2003)
- Lykkevej (2003)
- Bag det stille ydre (2005)
- Sprængfarlig bombe (2006)
- Dennis (2007, kortiflm)

### Tv-serier
- Strisser på Samsø (1997-1998)
- Hjerteflimmer (1998)
- Rejseholdet (2000-2003)
- Nikolaj og Julie (2002-2003)
- Krøniken (2003-2006)
- Rita (2012)

## Teater
- Koldere end her (2009)
- Oliver Twist (2007)